# Св. св. Константин и Елена (Струмяни)
„Св. св. Константин и Елена“ е православна църква в светиврачкото село Струмяни, България, част от Неврокопската епархия на Българската православна църква.

## История
Църквата е разположена в центъра на селото, край железопътната линия. На 21 февруари 1992 година Учредително общо събрание взема решение за предоставяне на общински парцел в селото за строеж на църква и избира църковно настоятелство. На 22 март 1993 година митрополит Пимен Неврокопски поставя основния камък на църквата. Храмът е осветен на 18 октомври 2003 година от митрополит Натанаил Неврокопски.

## Архитектура
В архитектурно отношение църквата е еднокуполна, с вградена камбанария. Входовете са два – от юг и от запад, а площта е 232 m2. Проектът е ръководен от инженер Митко Петровски, а главен майстор е Методи Николов. Финансирана е от дарения. Камбаната за храма е закупена с дарения още през 1968 година.